# Nouainville
Nouainville är en kommun i departementet Manche i regionen Normandie i norra Frankrike. Kommunen ligger i kantonen Équeurdreville-Hainneville som tillhör arrondissementet Cherbourg. År 2022 hade Nouainville 620 invånare.

## Befolkningsutveckling
Antalet invånare i kommunen Nouainville
| Referens: INSEE |